# Роговский, Александр Васильевич
Александр Васильевич Роговский (1782—1849) — генерал-майор, участник войн против Наполеона.

## Биография
Воспитывался в Шкловском кадетском корпусе, откуда 14 июля 1800 года был выпущен прапорщиком в Рязанский пехотный полк.
Произведённый в подпоручики и поручики в 1806 г. (20 февраля и 23 октября), Роговский принимал участие в войне с французами и участвовал в сражении под Фридландом, в 1810 г. произведён был в штабс-капитаны, в 1811 г. в капитаны, а с 1812 г. принял участие в Отечественной войне и Заграничных походах, в течение которой был, за отличие в сражениях, награждён орденами: Св. Анны 4-й степени (1812), Св. Владимира 4-й степени с бантом (1812), Св. Анны 2-й степени (1813) и прусским «Pour le mérite» (1814), а за сражение при городе Реймсе получил чин подполковника (1 марта 1814 г.).
14 сентября 1815 г. Роговский был назначен полковым командиром 30-го егерского полка, с которым и вернулся в Россию, а 18 октября 1821 г. произведён был, за отличие по службе, в полковники; 16 декабря 1821 г. он был награждён орденом Св. Георгия 4-й степени (№ 3556 по списку Григоровича — Степанова).
Затем Роговский был назначен командиром Черниговского пехотного (с 26 мая 1826 г.) и 17-го егерского (с 27 декабря 1827 г.) полков и принял участие в Турецкой войне 1828—1829 гг. За отличие в сражении при переправе войск через Дунай он получил Высочайшее благоволение (1828 г.), 10 июня — такое же благоволение за разбитие неприятельской кавалерии при крепости Шумле, а 12 июля того же года — особое Монаршее благоволение за участие в покорении крепости Мачина, которую он, с вверенным ему отрядом, принудил к сдаче; 17 августа 1828 г. Роговский был назначен командующим 3-й бригадой 8-й пехотной дивизии, а 22 апреля 1829 г.— командиром 15-го егерского полка, которым командовал ещё до перевода в него, находясь при крепости Шумле. 6 августа того же года Роговский, за отличие в сражении против турок, был произведён в генерал-майоры и назначен командиром 1-й бригады 8-й пехотной дивизии, к которой прибыл 12 ноября 1829 г.
По поручению Новороссийского и Бессарабского генерал-губернатора графа M. С. Воронцова, Роговский имел главное начальство над кордонной линией в Бессарабии, по Австрийской сухопутной границе, и от Новоселиц до Скулян по реке Пруту, которую сдал в июне 1830 г., будучи назначен, 20 февраля этого года, командующим резервной дивизией 5-го пехотного корпуса; в этой должности он находился до конца 1832 года.
А. В. Роговский умер в Москве 21 марта (2 апреля) 1849 года и погребён в Алексеевском женском монастыре. Там же была похоронена его жена, Елизавета Ивановна Роговская (ум. 31.3.1873).